# Junioreuropamästerskapet i volleyboll för damer 2014
Junioreuropamästerskapet i volleyboll för damer 2014 genomfördes i Tammerfors, Finland och Tartu, Estland mellan 16 och 24 augusti 2014. Serbien vann mästerskapet för första gången.

## Deltagare
- Värdar
  -  Finland U19
  -  Estland U19
- Kvalificerade genom kvalspel
  -  Italien U19
  -  Serbien U19
  -  Turkiet U19
  -  Bulgarien U19
  -  Slovenien U19
  -  Belgien U19
  -  Tjeckien U19
  -  Ryssland U19
  -  Nederländerna U19
  -  Grekland U19

## Grupper
| Grupp A           | Grupp B       |
| ----------------- | ------------- |
| Tjeckien U19      | Italien U19   |
| Serbien U19       | Belgien U19   |
| Bulgarien U19     | Finland U19   |
| Estland U19       | Ryssland U19  |
| Nederländerna U19 | Turkiet U19   |
| Grekland U19      | Slovenien U19 |

## Gruppspel

### Grupp A
- Arena: A. Le Coq SPORT Spordimaja, Tartu, Estland

|   |                   | Poäng | Matcher | Matcher | Set | Set | Set   | Poäng | Poäng | Poäng |
| # | Lag               | Poäng | V       | F       | V   | F   | Kvot  | V     | F     | Kvot  |
| - | ----------------- | ----- | ------- | ------- | --- | --- | ----- | ----- | ----- | ----- |
| 1 | Serbien U19       | 15    | 5       | 0       | 15  | 0   | MAX   | 375   | 265   | 1.415 |
| 2 | Grekland U19      | 12    | 4       | 1       | 12  | 4   | 3.000 | 371   | 318   | 1.167 |
| 3 | Tjeckien U19      | 9     | 3       | 2       | 10  | 8   | 1.250 | 387   | 383   | 1.010 |
| 4 | Bulgarien U19     | 5     | 2       | 3       | 7   | 11  | 0.636 | 377   | 396   | 0.952 |
| 5 | Nederländerna U19 | 4     | 1       | 4       | 5   | 12  | 0.417 | 337   | 385   | 0.875 |
| 6 | Estland U19       | 0     | 0       | 5       | 1   | 15  | 0.067 | 295   | 395   | 0.747 |

| Datum  | Tid   |                   | Resultat |                   | Set 1 | Set 2 | Set 3 | Set 4 | Set 5 | Totalt | Rapport |
| ------ | ----- | ----------------- | -------- | ----------------- | ----- | ----- | ----- | ----- | ----- | ------ | ------- |
| 16-Aug | 14:00 | Grekland U19      | 3–1      | Tjeckien U19      | 21–25 | 25–10 | 25–18 | 25–21 |       | 96–74  | Report  |
| 16-Aug | 16:30 | Bulgarien U19     | 3–2      | Nederländerna U19 | 21–25 | 25–14 | 25–21 | 21–25 | 15–8  | 107–93 | Report  |
| 16-Aug | 19:00 | Serbien U19       | 3–0      | Estland U19       | 25–18 | 25–19 | 25–21 |       |       | 75–58  | Report  |
| 17-Aug | 14:00 | Tjeckien U19      | 3–1      | Bulgarien U19     | 25–20 | 25–17 | 20–25 | 25–17 |       | 95–79  | Report  |
| 17-Aug | 16:30 | Serbien U19       | 3–0      | Grekland U19      | 25–20 | 25–13 | 25–16 |       |       | 75–49  | Report  |
| 17-Aug | 19:00 | Estland U19       | 0–3      | Nederländerna U19 | 21–25 | 21–25 | 10–25 |       |       | 52–75  | Report  |
| 18-Aug | 14:00 | Bulgarien U19     | 0–3      | Serbien U19       | 21–25 | 18–25 | 22–25 |       |       | 61–75  | Report  |
| 18-Aug | 16:30 | Nederländerna U19 | 0–3      | Tjeckien U19      | 20–25 | 23–25 | 22–25 |       |       | 65–75  | Report  |
| 18-Aug | 19:00 | Grekland U19      | 3–0      | Estland U19       | 25–23 | 25–18 | 25–18 |       |       | 75–59  | Report  |
| 20-Aug | 14:00 | Serbien U19       | 3–0      | Nederländerna U19 | 25–13 | 25–17 | 25–19 |       |       | 75–49  | Report  |
| 20-Aug | 16:30 | Grekland U19      | 3–0      | Bulgarien U19     | 25–18 | 25–22 | 25–15 |       |       | 75–55  | Report  |
| 20-Aug | 19:00 | Estland U19       | 1–3      | Tjeckien U19      | 15–25 | 14–25 | 25–20 | 14–25 |       | 68–95  | Report  |
| 21-Aug | 14:00 | Nederländerna U19 | 0–3      | Grekland U19      | 15–25 | 24–26 | 16–25 |       |       | 55–76  | Report  |
| 21-Aug | 16:30 | Tjeckien U19      | 0–3      | Serbien U19       | 18–25 | 16–25 | 14–25 |       |       | 48–75  | Report  |
| 21-Aug | 19:00 | Bulgarien U19     | 3–0      | Estland U19       | 25–21 | 25–14 | 25–23 |       |       | 75–58  | Report  |

### Grupp B
- Arena: TESC E-Hall, Tammerfors, Finland

|   |               | Poäng | Matcher | Matcher | Set | Set | Set   | Poäng | Poäng | Poäng |
| # | Lag           | Poäng | V       | F       | V   | F   | Kvot  | V     | F     | Kvot  |
| - | ------------- | ----- | ------- | ------- | --- | --- | ----- | ----- | ----- | ----- |
| 1 | Slovenien U19 | 12    | 4       | 1       | 13  | 3   | 4.333 | 390   | 340   | 1.147 |
| 2 | Turkiet U19   | 11    | 4       | 1       | 12  | 7   | 1.714 | 411   | 395   | 1.041 |
| 3 | Ryssland U19  | 9     | 3       | 2       | 12  | 9   | 1.333 | 471   | 448   | 1.051 |
| 4 | Belgien U19   | 8     | 3       | 2       | 10  | 10  | 1.000 | 432   | 424   | 1.019 |
| 5 | Italien U19   | 5     | 1       | 4       | 8   | 13  | 0.615 | 442   | 444   | 0.995 |
| 6 | Finland U19   | 0     | 0       | 5       | 2   | 15  | 0.133 | 327   | 450   | 0.727 |

| Datum  | Tid   |               | Resultat |               | Set 1 | Set 2 | Set 3 | Set 4 | Set 5 | Totalt  | Rapport |
| ------ | ----- | ------------- | -------- | ------------- | ----- | ----- | ----- | ----- | ----- | ------- | ------- |
| 16-Aug | 14:00 | Italien U19   | 2–3      | Belgien U19   | 24–26 | 25–16 | 25–10 | 16–25 | 13–15 | 103–92  | Report  |
| 16-Aug | 16:30 | Finland U19   | 0–3      | Ryssland U19  | 26–28 | 22–25 | 13–25 |       |       | 61–78   | Report  |
| 16-Aug | 19:00 | Turkiet U19   | 0–3      | Slovenien U19 | 19–25 | 22–25 | 18–25 |       |       | 59–75   | Report  |
| 17-Aug | 14:00 | Belgien U19   | 3–1      | Ryssland U19  | 21–25 | 25–14 | 25–20 | 25–17 |       | 96–76   | Report  |
| 17-Aug | 16:30 | Slovenien U19 | 3–0      | Finland U19   | 25–20 | 25–19 | 25–21 |       |       | 75–60   | Report  |
| 17-Aug | 19:00 | Italien U19   | 1–3      | Turkiet U19   | 16–25 | 25–11 | 22–25 | 18–25 |       | 81–86   | Report  |
| 18-Aug | 14:00 | Ryssland U19  | 3–1      | Slovenien U19 | 23–25 | 25–22 | 25–23 | 25–20 |       | 98–90   | Report  |
| 18-Aug | 16:30 | Turkiet U19   | 3–1      | Belgien U19   | 17–25 | 25–15 | 25–22 | 25–21 |       | 92–83   | Report  |
| 18-Aug | 19:00 | Finland U19   | 1–3      | Italien U19   | 17–25 | 25–21 | 18–25 | 17–25 |       | 77–96   | Report  |
| 20-Aug | 14:00 | Belgien U19   | 0–3      | Slovenien U19 | 17–25 | 23–25 | 23–25 |       |       | 63–75   | Report  |
| 20-Aug | 16:30 | Italien U19   | 2–3      | Ryssland U19  | 25–23 | 13–25 | 28–26 | 23–25 | 13–15 | 102–114 | Report  |
| 20-Aug | 19:00 | Turkiet U19   | 3–0      | Finland U19   | 25–15 | 25–19 | 25–17 |       |       | 75–51   | Report  |
| 21-Aug | 14:00 | Slovenien U19 | 3–0      | Italien U19   | 25–16 | 25–22 | 25–22 |       |       | 75–60   | Report  |
| 21-Aug | 16:30 | Ryssland U19  | 2–3      | Turkiet U19   | 23–25 | 25–21 | 20–25 | 25–13 | 12–15 | 105–99  | Report  |
| 21-Aug | 19:00 | Finland U19   | 1–3      | Belgien U19   | 25–21 | 23–25 | 18–25 | 12–25 |       | 78–96   | Report  |

## Slutspel
- Arena: A. Le Coq SPORT Spordimaja, Tartu, Estland

### Finalspel
|  | Semifinaler   | Semifinaler   |   |             | Final               | Final |  |
|  |               |               |   |             |                     |       |  |
|  |               |               |   |             |                     |       |  |
|  | Serbien U19   | 3             |   |             |                     |       |  |
|  | Turkiet U19   | 0             |   |             |                     |       |  |
|  |               |               |   |             |                     |       |  |
|  |               |               |   |             |                     |       |  |
|  |               |               |   |             | Serbien U19         | 3     |  |
|  |               | Slovenien U19 | 2 |             |                     |       |  |
|  |               |               |   |             |                     |       |  |
|  |               |               |   |             |                     |       |  |
|  |               |               |   |             | Match om tredjepris |       |  |
|  |               |               |   |             |                     |       |  |
|  | Slovenien U19 | 3             |   | Turkiet U19 | 3                   |       |  |
|  | Grekland U19  | 0             |   |             | Grekland U19        | 1     |  |

#### Semifinaler
| Datum  | Tid   |               | Resultat |              | Set 1 | Set 2 | Set 3 | Set 4 | Set 5 | Totalt | Rapport |
| ------ | ----- | ------------- | -------- | ------------ | ----- | ----- | ----- | ----- | ----- | ------ | ------- |
| 23-Aug | 16:30 | Serbien U19   | 3–0      | Turkiet U19  | 25–21 | 25–21 | 25–12 |       |       | 75–54  | Report  |
| 23-Aug | 19:00 | Slovenien U19 | 3–0      | Grekland U19 | 25–16 | 25–21 | 25–16 |       |       | 75–53  | Report  |

#### Match om tredjepris
| Datum  | Tid   |             | Resultat |              | Set 1 | Set 2 | Set 3 | Set 4 | Set 5 | Totalt | Rapport |
| ------ | ----- | ----------- | -------- | ------------ | ----- | ----- | ----- | ----- | ----- | ------ | ------- |
| 24-Aug | 16:30 | Turkiet U19 | 3–1      | Grekland U19 | 18–25 | 25–18 | 25–23 | 25–15 |       | 93–81  | Report  |

#### Final
| Datum  | Tid   |             | Resultat |               | Set 1 | Set 2 | Set 3 | Set 4 | Set 5 | Totalt  | Rapport |
| ------ | ----- | ----------- | -------- | ------------- | ----- | ----- | ----- | ----- | ----- | ------- | ------- |
| 24-Aug | 19:00 | Serbien U19 | 3–2      | Slovenien U19 | 25–23 | 17–25 | 24–26 | 25–17 | 15–12 | 106–103 | Report  |

### Placeringsspel
|  | Spel om plats 5–8 | Spel om plats 5–8 |   |             | Spel om 5:e plats | Spel om 5:e plats |  |
|  |                   |                   |   |             |                   |                   |  |
|  |                   |                   |   |             |                   |                   |  |
|  | Tjeckien U19      | 3                 |   |             |                   |                   |  |
|  | Belgien U19       | 1                 |   |             |                   |                   |  |
|  |                   |                   |   |             |                   |                   |  |
|  |                   |                   |   |             |                   |                   |  |
|  |                   |                   |   |             | Tjeckien U19      | 2                 |  |
|  |                   | Bulgarien U19     | 3 |             |                   |                   |  |
|  |                   |                   |   |             |                   |                   |  |
|  |                   |                   |   |             |                   |                   |  |
|  |                   |                   |   |             | Spel om 7:e plats |                   |  |
|  |                   |                   |   |             |                   |                   |  |
|  | Bulgarien U19     | 3                 |   | Belgien U19 | 1                 |                   |  |
|  | Ryssland U19      | 2                 |   |             | Ryssland U19      | 3                 |  |

### Spel om plats 5–8
| Datum  | Tid   |               | Resultat |              | Set 1 | Set 2 | Set 3 | Set 4 | Set 5 | Totalt | Rapport |
| ------ | ----- | ------------- | -------- | ------------ | ----- | ----- | ----- | ----- | ----- | ------ | ------- |
| 23-Aug | 11:30 | Tjeckien U19  | 3–1      | Belgien U19  | 25–18 | 25–22 | 19–25 | 25–17 |       | 94–82  | Rapport |
| 23-Aug | 14:00 | Bulgarien U19 | 3–2      | Ryssland U19 | 25–21 | 16–25 | 10–25 | 25–23 | 15–5  | 91–99  | Rapport |

#### Spel om 7:e plats
| Datum  | Tid   |             | Resultat |              | Set 1 | Set 2 | Set 3 | Set 4 | Set 5 | Totalt | Rapport |
| ------ | ----- | ----------- | -------- | ------------ | ----- | ----- | ----- | ----- | ----- | ------ | ------- |
| 24-Aug | 14:00 | Belgien U19 | 1–3      | Ryssland U19 | 19–25 | 25–19 | 18–25 | 17–25 |       | 79–94  | Rapport |

#### Spel om 5:e plats
| Datum  | Tid   |              | Resultat |               | Set 1 | Set 2 | Set 3 | Set 4 | Set 5 | Totalt | Rapport |
| ------ | ----- | ------------ | -------- | ------------- | ----- | ----- | ----- | ----- | ----- | ------ | ------- |
| 24-Aug | 16:30 | Tjeckien U19 | 2–3      | Bulgarien U19 | 19–25 | 25–21 | 25–22 | 8–25  | 17–19 | 94–112 | Rapport |

## Slutlig placering
| Plats | Lag               |
| ----- | ----------------- |
| 1     | Serbien U19       |
| 2     | Slovenien U19     |
| 3     | Turkiet U19       |
| 4     | Grekland U19      |
| 5     | Bulgarien U19     |
| 6     | Tjeckien U19      |
| 7     | Ryssland U19      |
| 8     | Belgien U19       |
| 9     | Italien U19       |
| 10    | Nederländerna U19 |
| 11    | Finland U19       |
| 12    | Estland U19       |

| Junioreuropamästare 2014 |
| ------------------------ |
| Serbien Första titeln    |

## Individuella priser
- Mest värdefulla spelare:  Tijana Bošković (SRB)
- Bästa poängvinnare:  Anthī Vasilantōnakī (GRE)
- Bästa passare:  Eva Mori (SLO)
- Bästa mottagare:  Bojana Milenković (SRB)
- Bästa libero:  Maja Pahor (SLO)
- Bästa servare:  Sara Lozo (SRB)
- Bästa blockare:  Anastasia Barchuk (RUS)
- Bästa spiker:  Pelin Aroğuz (TUR)